# Вокзал Термини (фильм)
«Вокзал Термини» (итал. Stazione Termini, англ. Indiscretion of an American Wife) — американо-итальянский чёрно-белый художественный фильм в жанре мелодрамы, поставленный режиссёром Витторио Де Сикой по одноимённому рассказу Чезаре Дзаваттини. Премьера фильма состоялась 2 апреля 1953 года. Фильм примечатален в том числе тем, что художником по костюмам был Кристиан Диор, он был номинирован на премию «Оскар» за эту работу.

## Сюжет
Навещая римских родственников, замужняя американка знакомится с мужчиной. Спустя время она решает порвать их отношения и вернуться домой к мужу. Однако она понимает, что не совсем уверена, хочет ли она это сделать. Ей очень нелегко принять правильное решение.

## В ролях
- Дженнифер Джонс — Мэри Форбс
- Монтгомери Клифт — Джованни Дориа
- Джино Черви — комиссар полиции
- Ричард Беймер[к 1] — Пол

### В эпизодах
- Оскар Бландо — служащий железной дороги
- Нандо Бруно — служащий железной дороги
- Меммо Каротенуто — Вентурини — вор
- Мария-Пиа Касилио — молодая невеста из Абруцци
- Лилиана Джераче — беременная сицилийская женщина
- Энрико Глори — бригадир полиции
- Джузеппе Порелли — вежливый пассажир
- Джиджи Редер — жених из Абруцци
- Паоло Стоппа — докучливый мужчина с апельсинами
- Аттилио Торелли — обворованный мужчина
- Энрико Вьярисио — веселый мужчина с телеграммой
- Чарльз Фоусет — печальный мужчина с телеграммой
- Клелия Матания — мать беспокойных детей
- Миммо Поли — толстяк в поезде

## Съёмочная группа
- Режиссёр-постановщик: Витторио Де Сика
- Сценаристы: Чезаре Дзаваттини, Труман Капоте, Луиджи Кьярини, Бен Хект (нет в титрах), Джорджо Проспери
- Продюсеры: Витторио Де Сика, Марчелло Джироси, Вольфганг Райнхардт, Дэвид О. Селзник (нет в титрах)
- Оператор: Альдо Грациати
- Композитор: Алессандро Чиконьини
- Художник-постановщик: Вирджилио Марки
- Художник по костюмам: Кристиан Диор
- Монтажёры: Джин Баркер, Эральдо Да Рома
- Звукорежиссёры: Альберто Бартоломеи, Бруно Бруначчи, Джеймс Стюарт
- Дирижёр: Франко Феррара

## Номинации
- 1953 — номинация на Гран-при Каннского кинофестиваля — Витторио Де Сика[1].
- 1955 — номинация на «Оскар» за лучший дизайн костюмов — Кристиан Диор[2].